# Fenni

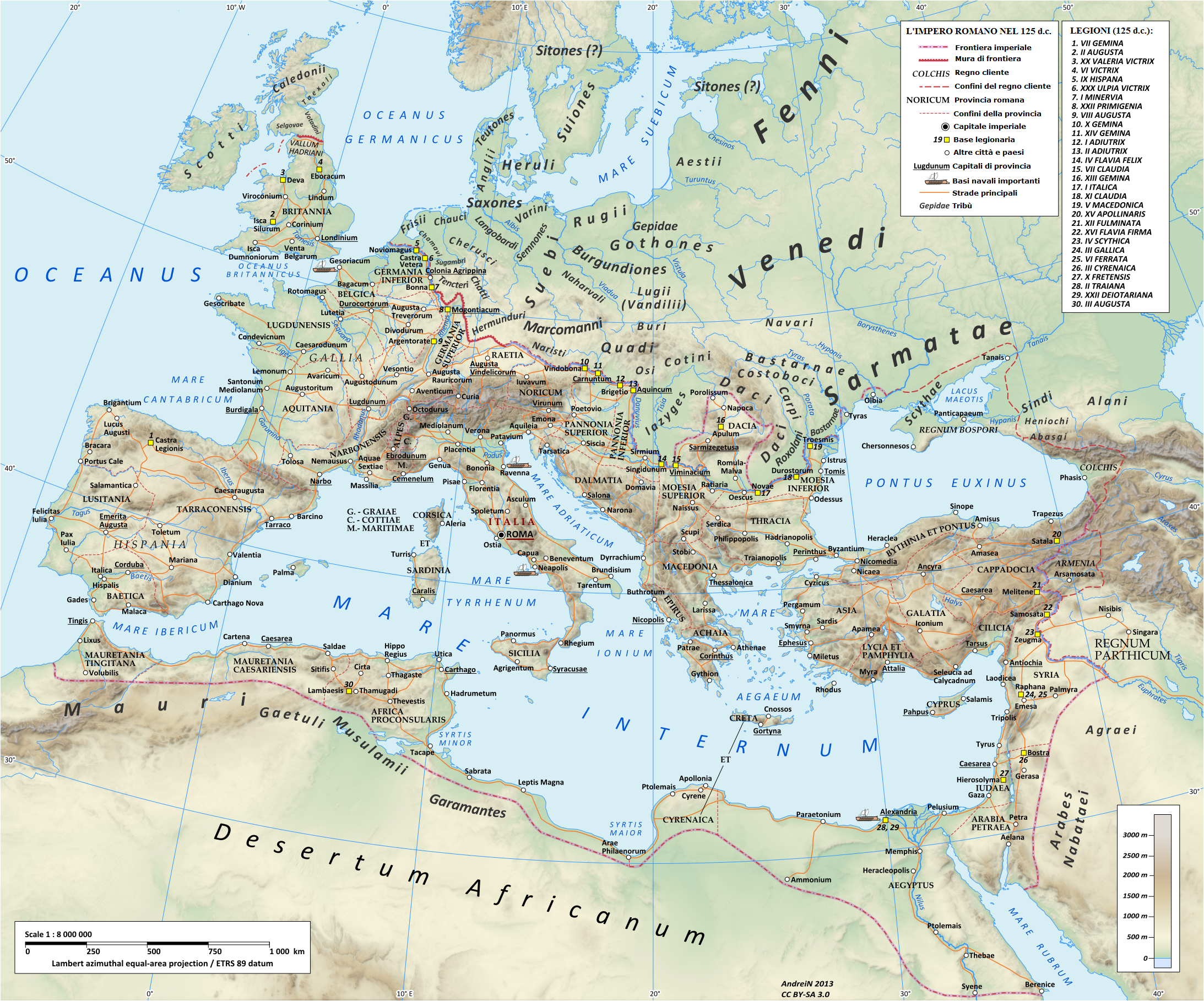
Mappa dell'Impero Romano e delle popolazioni barbariche europee del 125. La mappa mostra due possibili zone d'occupazione dei Fenni basandosi sui testi di Tacito (Livonia) e Claudio Tolomeo (alto corso del Vistola). Claudio Tolomeo impotizza che un'area probabilmente abitata da questa popolazione fosse situata nel nord della Scandinavia (oltre i confini di questa mappa).

I Fenni (o Finni) furono un'antica popolazione dell'Europa nord orientale, descritta per la prima volta da Tacito nel 98.

## Storia
I Fenni sono stati citati per la prima volta da Tacito nella sua opera "Germania" nel 98. Non si hanno notizie certe riguardo alla zona da loro occupata a causa dei toni vaghi usati dallo scrittore ( "I Veneti vagano per ogni selva e catena di montagne che sorga tra i Peucini e i Fenni"). Il geografo greco-romano Claudio Tolomeo menziona. nella sua opera "Geografia" del 150 circa, una popolazione detta Phinnoi, generalmente identificata con i Fenni. Egli affidò loro due diversi territori: Un gruppo nordico nella Scandia settentrionale, vista a quei tempi come un'isola e un gruppo meridionale che si suppone occupasse un territorio a est del Vistola. La relazione tra i due gruppi resta tuttavia incerta.
Successivamente i Fenni vengono citati nel VI secolo nell'opera "De origine actibusque Getarum" dello storico bizantino Giordane. Durante la descrizione dell'isola di Scandza, cita tre gruppi i cui nomi somigliano al Phinnoi di Tolomeo: Screrefennae,  Finnithae e Mitissimi Finni. Si suppone che Screrefennae significhi letteralmente "fenni sciatori" e vengono generalmente identificati con i Phinnoi nordici di Tolomeo nonché come antenati degli attuali Popoli finnici. I Finnaithae potrebbero essere gli abitanti di un'antica regione centrale svedese, la Finnveden. Risulta impossibile avanzare ipotesi sull'origine dei mitissimi Finni.

## Studi etno-linguistici
Tacito non sapeva se includere i Fenni tra le popolazioni germaniche o sarmatiche. La sua vaghezza ha portato alla creazione di un ventaglio di teorie sulla loro identità. Alcune di queste vedono l'utilizzo del termine Fenni come un nome comune usato dai romani per identificare le popolazioni non germaniche (come ad esempio le genti balto-slave o ugrofinniche) dell'Europa nord orientale. Tuttavia un'antitesi a questa teoria è fornita dallo stesso Tacito che affianca la descrizione dei Fenni a quella di altre due popolazioni presumibilmente non germaniche della stessa regione, gli Estii e i Veneti.
Un'altra teoria vede nei Fenni di Tacito gli avi degli attuali finlandesi. Juha Pentikäinen sottolineando che alcuni archeologi hanno identificato queste genti come indigene della Scandinavia, sostiene che è plausibile che Tacito abbia descritto i Sami o i proto-finnici parlando dei Fenni.
Altri sostengono che questa popolazione e i Phinnoi di Claudio Tolomeo fossero la stessa cosa e che fossero gli avi diretti degli attuali Sami della parte settentrionale della Fennoscandia. Stando a questa teoria, la citazione di Tacito si pone come la prima documentazione storica di queste genti. Tuttavia l'ipotesi risulta accettabile solo riguardo ai Phinnoi della Scandinavia settentrionale, visto che i Fenni di Tacito (come i Phinnoi meridionali di Claudio Tolomeo) erano chiaramente stanziati in Europa continentale, non nella penisola scandinava, quindi fuori dalla portata degli odierni Sami. Detto questo, bisogna però tener presente che ritrovamenti archeologici dimostrerebbero che anticamente l'area d'influenza dei Sami fosse più ampia.
Date le moltissime incertezze e l'impossibilità d'esser chiaramente identificati in un gruppo etnico o circoscritti in un territorio in particolare, alcuni studiosi non danno più credito ai Fenni di Tacito.. Tuttavia ciò che lascia perplessi sono i tantissimi riferimenti e le correlazioni in cui Tacito immerge questa popolazione, come nella descrizione degli usi dei veneti:
"Dediti alle rapine, vagano per ogni selva e catena di montagne che sorga tra i Peucini e i Fenni".

## Usi e costumi
Tacito descrive i Fenni come una popolazione nomade e palesemente primitiva rispetto alle altre tribù germaniche e alle usanze dei Sami in periodo medievale (allevatori di renne, abitanti di tende particolari fatte di pelle di cervo); Egli scrive:
"Dei Fenni è stupefacente la selvatichezza e atroce la povertà. [...] (non hanno) focolare [...] si coricano per terra. [...] non vi è altro rifugio dalle belve e dalle intemperie se non il ripararsi sotto intrecci di rami ( il discorso vale per giovani e anziani)."
Ad avvalorare questa visione è presente la descrizione della loro dieta ( "si cibavano di erba") e il loro armamentario:
"Non possedevano armi [...] Ripongono ogni speranza nelle frecce, che per carenza di ferro rendono appuntite con schegge d'osso."
La loro civiltà appare egalitaria:
"la caccia impegnava sia uomini che donne; infatti le donne accompagnavano gli uomini ovunque e reclamavano la loro parte nel cacciare la preda."
Tacito vede in essi una completa assenza del timore verso uomini e dei.
Le scoperte archeologiche riguardanti le popolazioni proto-sami e proto-finniche rendono la descrizione giuntaci grazie a Tacito molto plausibile.
"Finni" pare essere una forma della parola proto-germanica *fanþian- che identifica "vagabondi" o "popolo di cacciatori".